# Mellitiosporiella macrospora
Mellitiosporiella macrospora är en svampart som beskrevs av Sherwood 1986. Mellitiosporiella macrospora ingår i släktet Mellitiosporiella, ordningen Rhytismatales, klassen Leotiomycetes, divisionen sporsäcksvampar och riket svampar.   Inga underarter finns listade i Catalogue of Life.